# غلين وارنر
غلين وارنر (بالإنجليزية: Glenn Warner)‏ هو مدرب كرة قدم أمريكي، ولد في 1910، وتوفي في 1997.